# Fédération européenne de radio-modélisme automobile

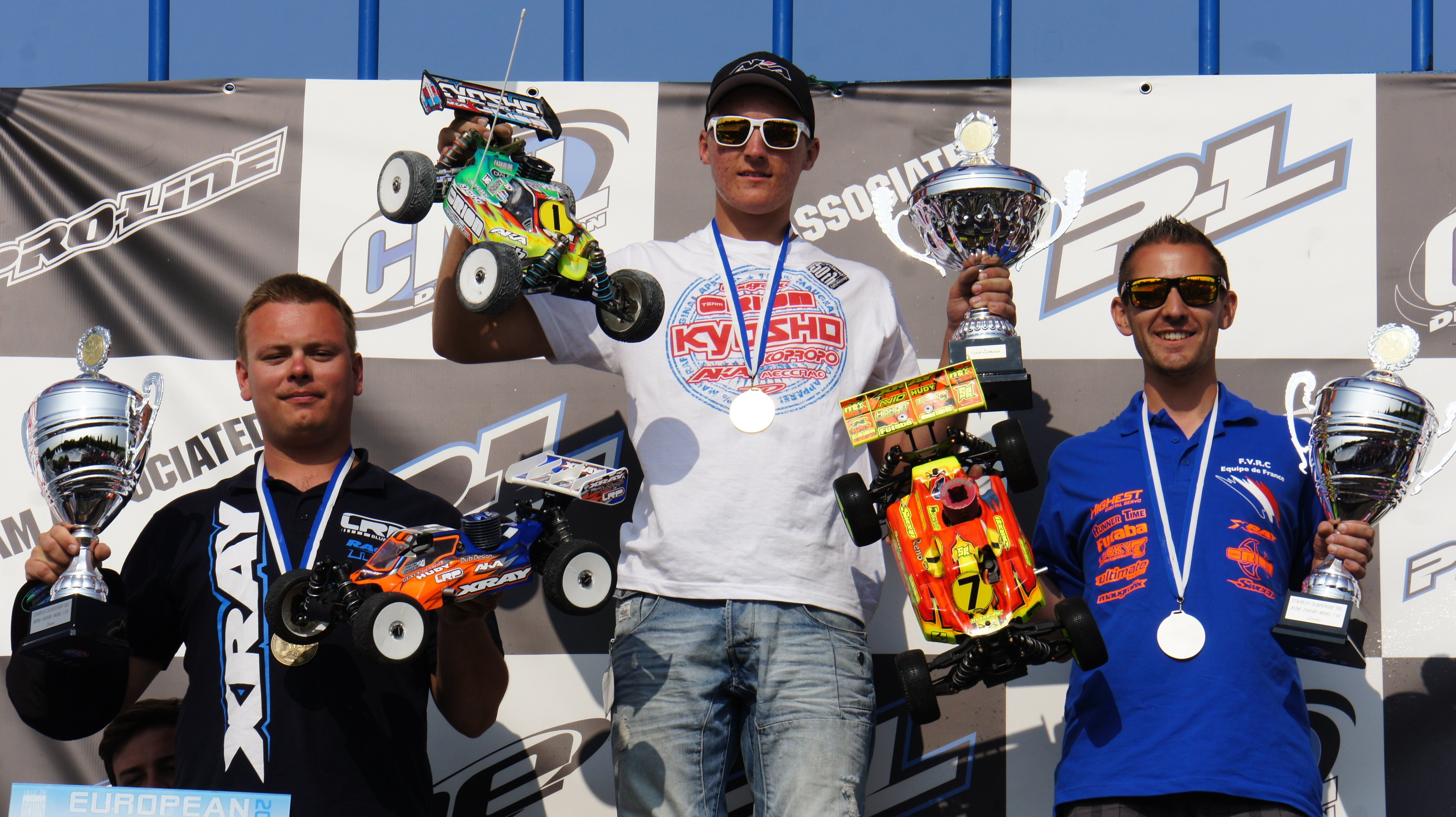
Le podium du championnat 2013, de gauche à droite Bayer Martin, Ronnefalk David et Renaud Savoya.

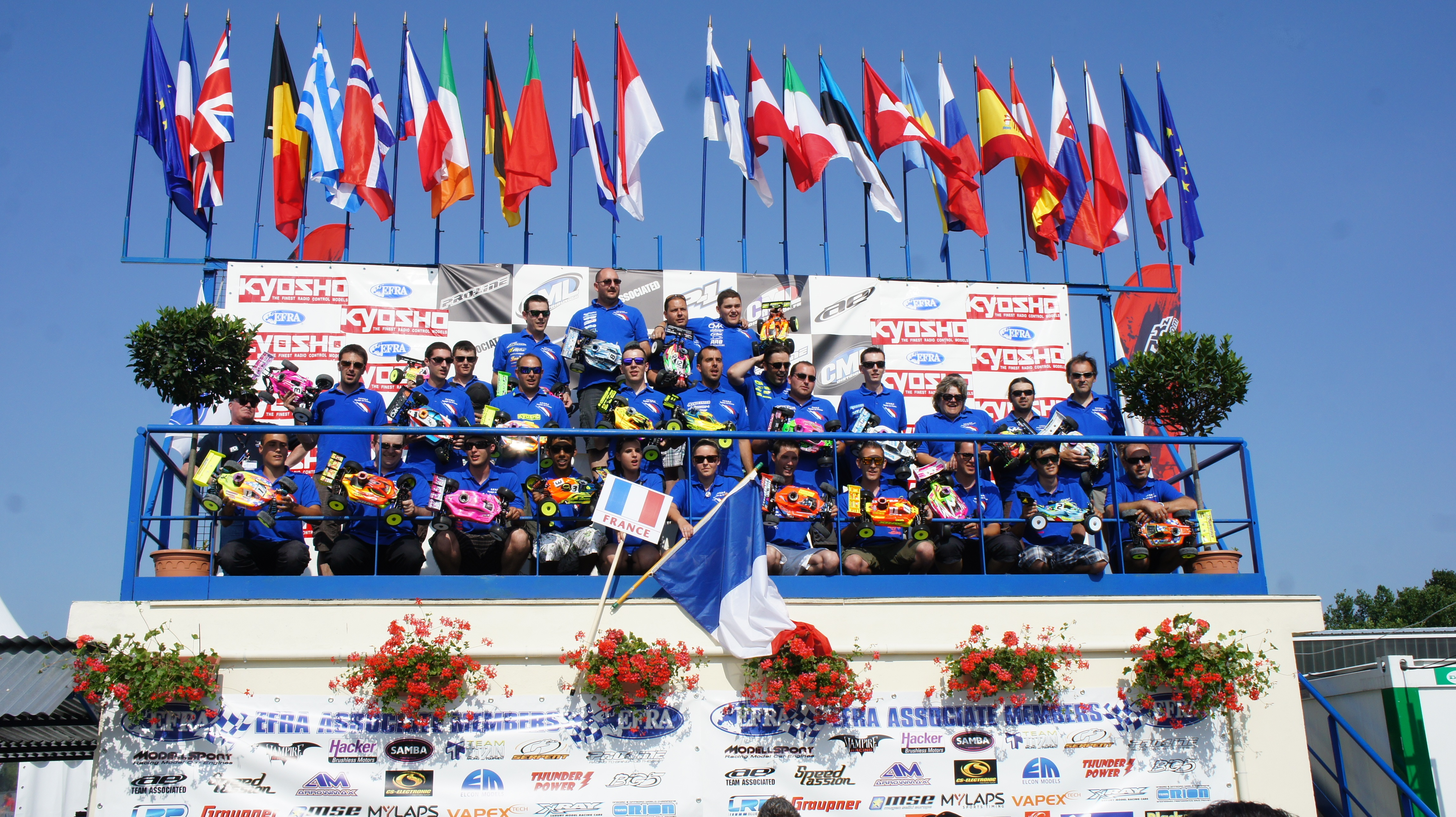
La France à Reims.

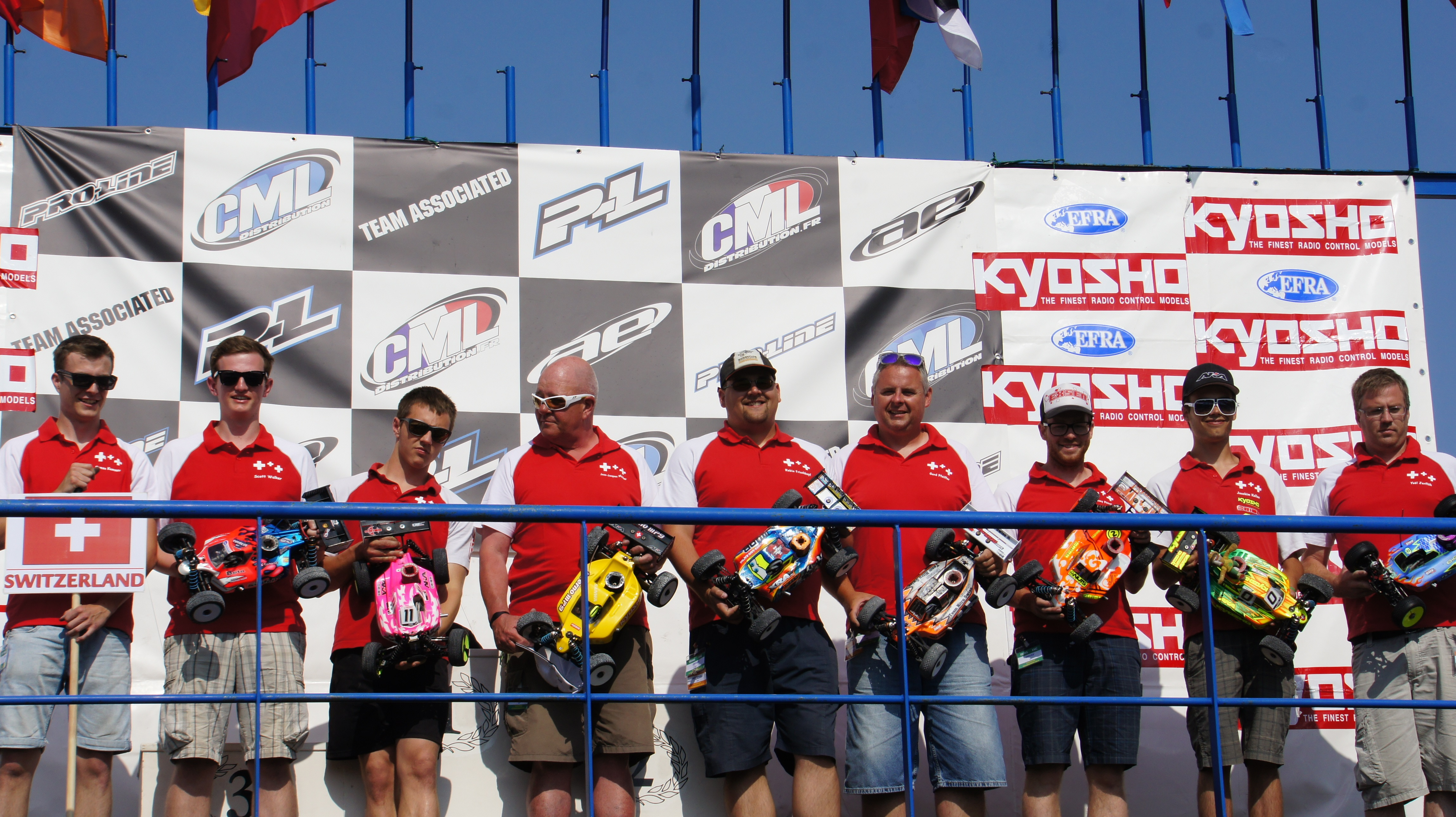
L'équipe de Suisse au championnat d'Europe 2013.

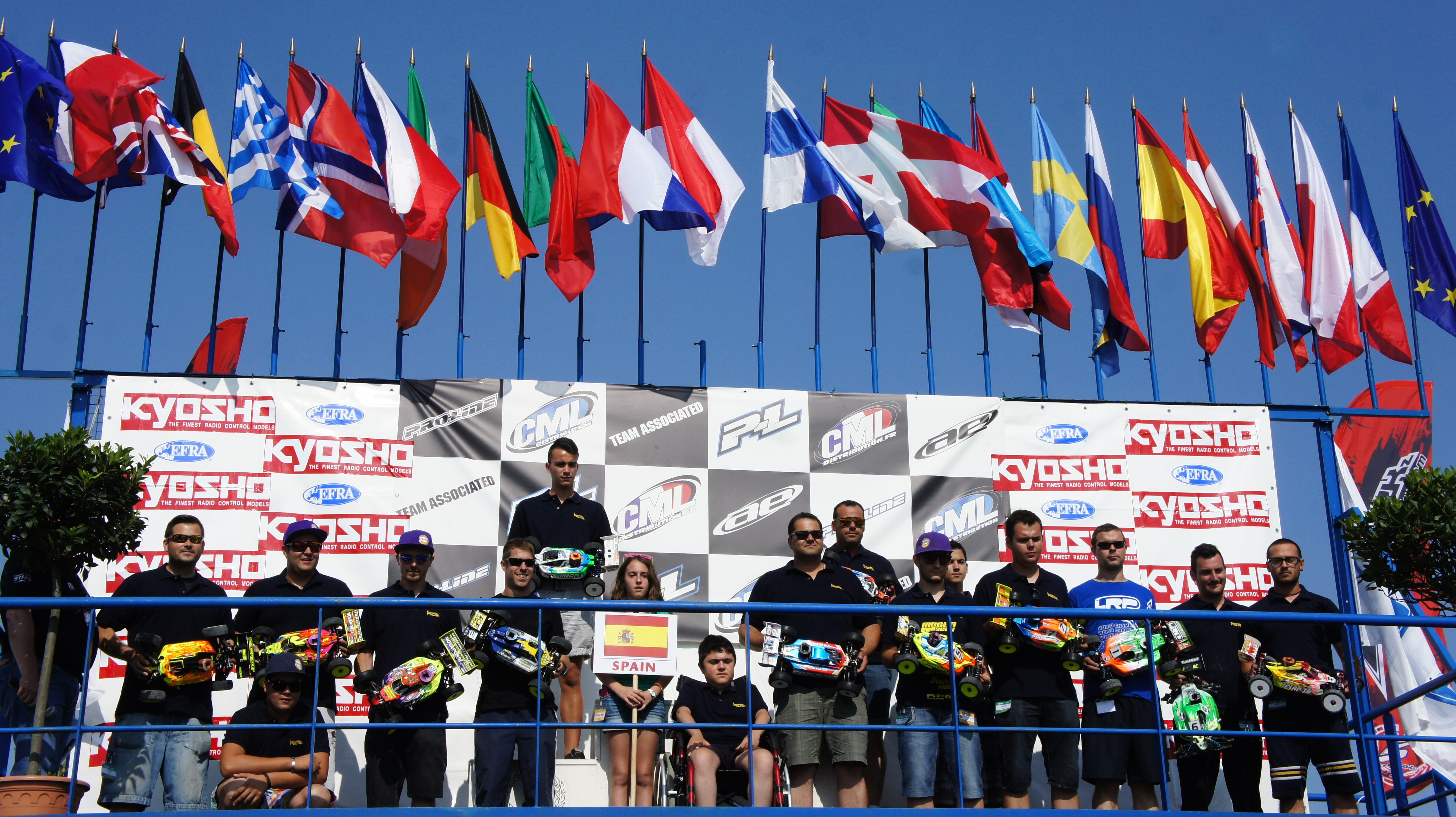
L'équipe d'Espagne à Reims.

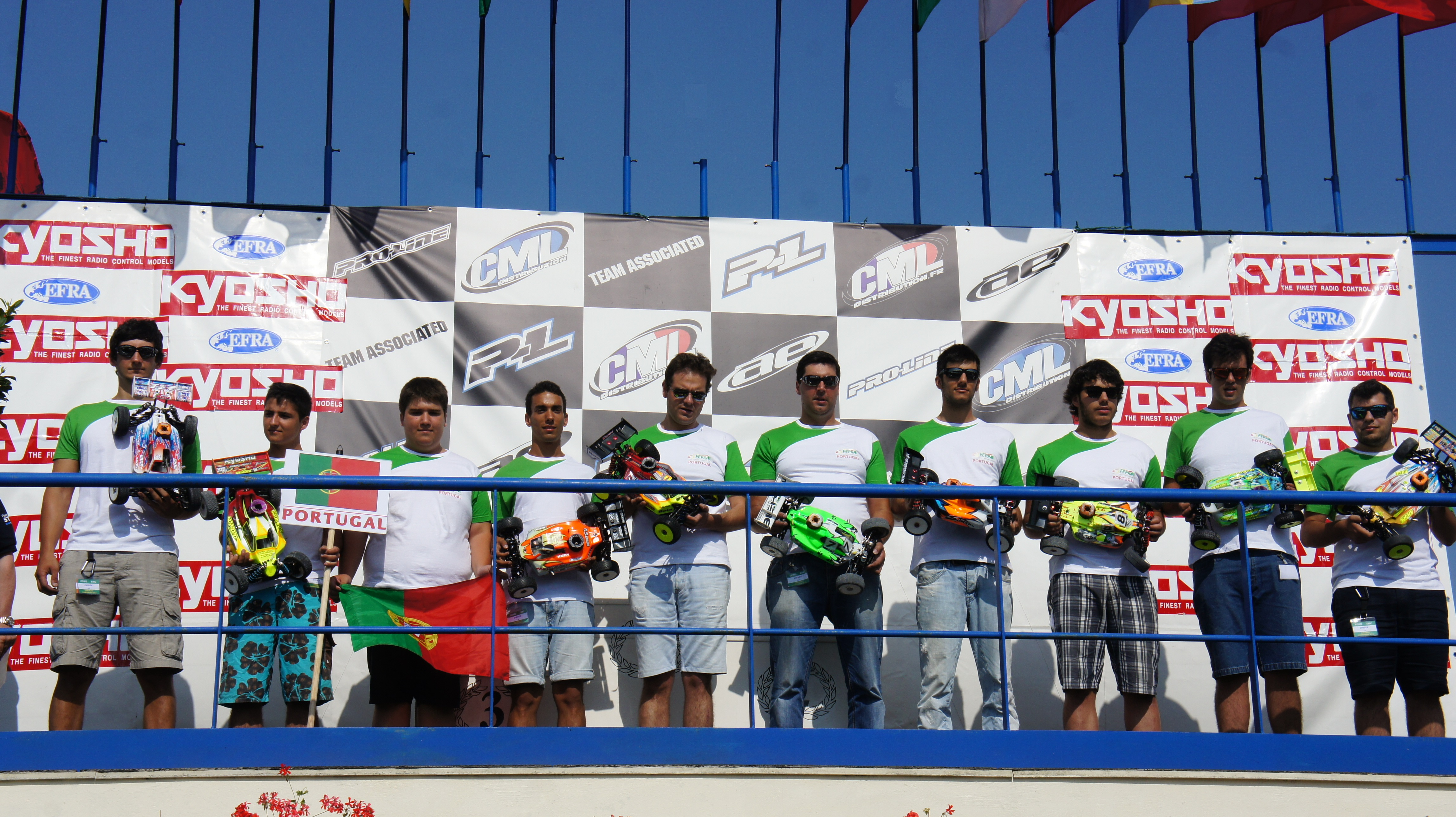
L'équipe du Portugal au championnat d'Europe 2013.

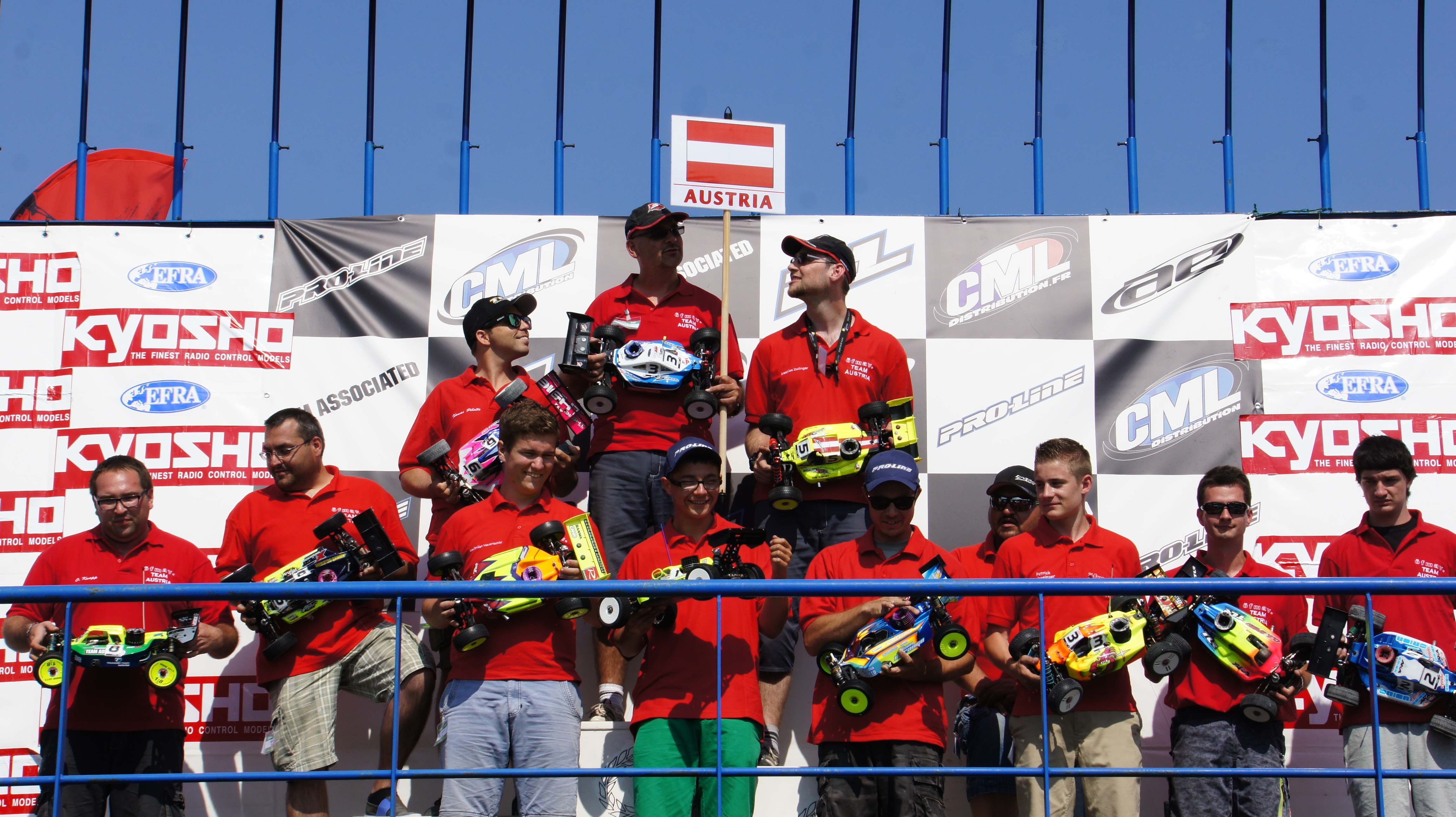
L'équipe d'Autriche à Reims.

La Fédération européenne de radio-modélisme automobile  (E.F.R.A, European Federation of Radio Operated Model Automobiles en anglais) est l'organisation européenne qui accrédite et régule les courses en Europe.

## Historique
Créé en 1975 par les comités de l'Allemagne, la France, la Grande-Bretagne, l'Italie, les Pays-Bas et la Suisse pour homogénéiser les règlements de course sur l'ensemble de l'Europe. Chaque structure nationale continuant d'exister. L'EFRA structure actuellement l'ensemble des courses en Europe et est membre de l'IFMAR pour le niveau mondial.

## Organisation
- Allemagne- Deutschen Minicar Club (DMC).
- Autriche- Österreichische Funkmodellautoverband (OFMAV).
- Belgique- Federatie Belgische Automodelsport (FBA).
- Bulgarie- (BFAMS).
- Croatie- Hrvatski Automodelarski Savez (HAMS).
- Chypre.
- Danemark- Dansk Automobil Sports Union (DASU).
- Espagne- Asociación Española de Coches A Radiocontrol (AECAR).
- Estonie- Eesti Automudelispordi Klubi (EAMK).
- Finlande- (AKK-Motorsport ry).
- France- Fédération française de voitures radio commandées : Federation de Voitures Radio Commandees (FVRC), 8 759 licenciés en 2013.
- Géorgie.
- Grande-Bretagne - British Radio Car Association (BRCA).
- Grèce - Hellenic Modeling Federation (ELME) - (Ελληνική Μοντελιστική Ένωση (ΕΛ.Μ.Ε.)].
- Hongrie - (MMSZ).
- Irlande - (RCCAOI).
- Italie- Auto Model Sport Club Italiano (AMSCI).
- Lituanie-
- Luxembourg- Fédération Luxembourgeoise d'AutoModélisme Radio-Commandé (FLAMRC)
- Monaco-
- Norvège- (NRCBF).
- Pays-Bas- Nederlandse Organsatie Model Auto Clubs (NOMAC).
- Pologne-
- Portugal- Federação Portuguesa de Rádio Modelismo Automóvel (FEPRA).
- Roumanie.
- Slovaquie.
- Slovénie- Zveza AvtoModelarskih Drustev Slovenije (ZAMS).
- Suède.
- Suisse- Swiss R/C Car Clubs Association (SRCCA).
- République tchèque- RC Autoklub České republiky (RCACR).
- Turquie- Model Araba Sporları Derneği (MODEL).
- Ukraine- Fédération nationale ukrainienne des sports modèles (UFAS)